# جوزف بی. بلومینگدیل
جوزف بی. بلومینگدیل (انگلیسی: Joseph B. Bloomingdale) (زاده ۲۲ دسامبر ۱۸۴۲ - درگذشته ۲۱ نوامبر ۱۹۰۴) کارآفرین، بازرگان و مدیر ارشد اجرایی آمریکایی بود، که در سال ۱۸۶۱ شرکت بلومینگدیلز را تأسیس نمود.